# ウィングプラザ パディー
ウィングプラザ パディーは愛知県弥富市鯏浦町にあるショッピングセンターである。

## 概要
ウィングプラザ パディーは、弥富駅前ショッピングセンター協同組合が運営するショッピングセンターで、開業時点では組合から48店舗が出店していた。

建物構造は地上2階建てで、屋上駐車場を備える複合商業施設である。1990年（平成2年）にオープン。2004年（平成16年）に改装リフレッシュオープン。
店舗面積11,096㎡のショッピングセンターである。営業時間は10:00～20:00。ヨシヅヤが非食品売場、ヤマナカが食品売場を担当している。

## アクセス

### 自動車
- 最寄りインター - 東名阪自動車道 弥富インターチェンジ
- 国道1号

### 鉄道
- 東海旅客鉄道（JR東海）関西本線 弥富駅
- 名鉄尾西線 弥富駅
- 近鉄名古屋線 近鉄弥富駅